# Габу (Єнчепінг)
Габу (швед. Habo) — містечко (tätort, міське поселення) на Півдні Швеції в лені Єнчепінг. Адміністративний центр комуни Габу.

## Географія
Містечко знаходиться на західному березі озера Веттерн у північній частині лена Єнчепінг за 290 км на південний захід від Стокгольма.

## Історія
Габу довший час залишалося невеликим селом. Його ріст почався з середини ХІХ століття з будівництвом залізниць та індустріалізацією Смоланда. 

## Населення
Населення становить 8 099 мешканців (2018). 

## Економіка
До побудови залізниці 1860 року мешканці Габу займалися сільським і лісовим господарством. Індустралізація вплинула на появу підприємств деревообробки та машинобудування.

## Спорт
У поселенні базуються футбольний клуб Габу ІФ та флорбольний клуб «Фагергульт Габу» ІБ.

## Галерея

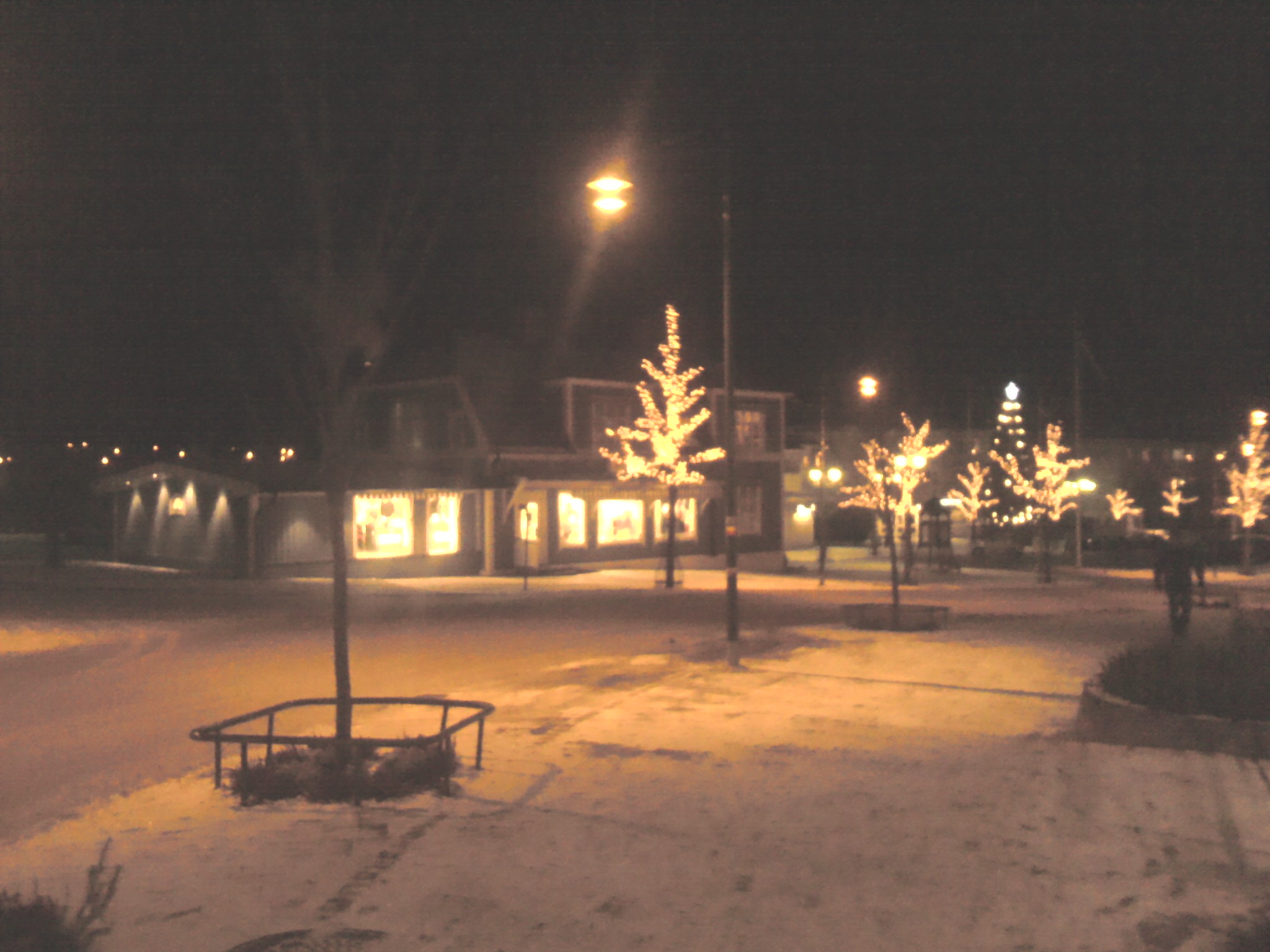
Центр міста
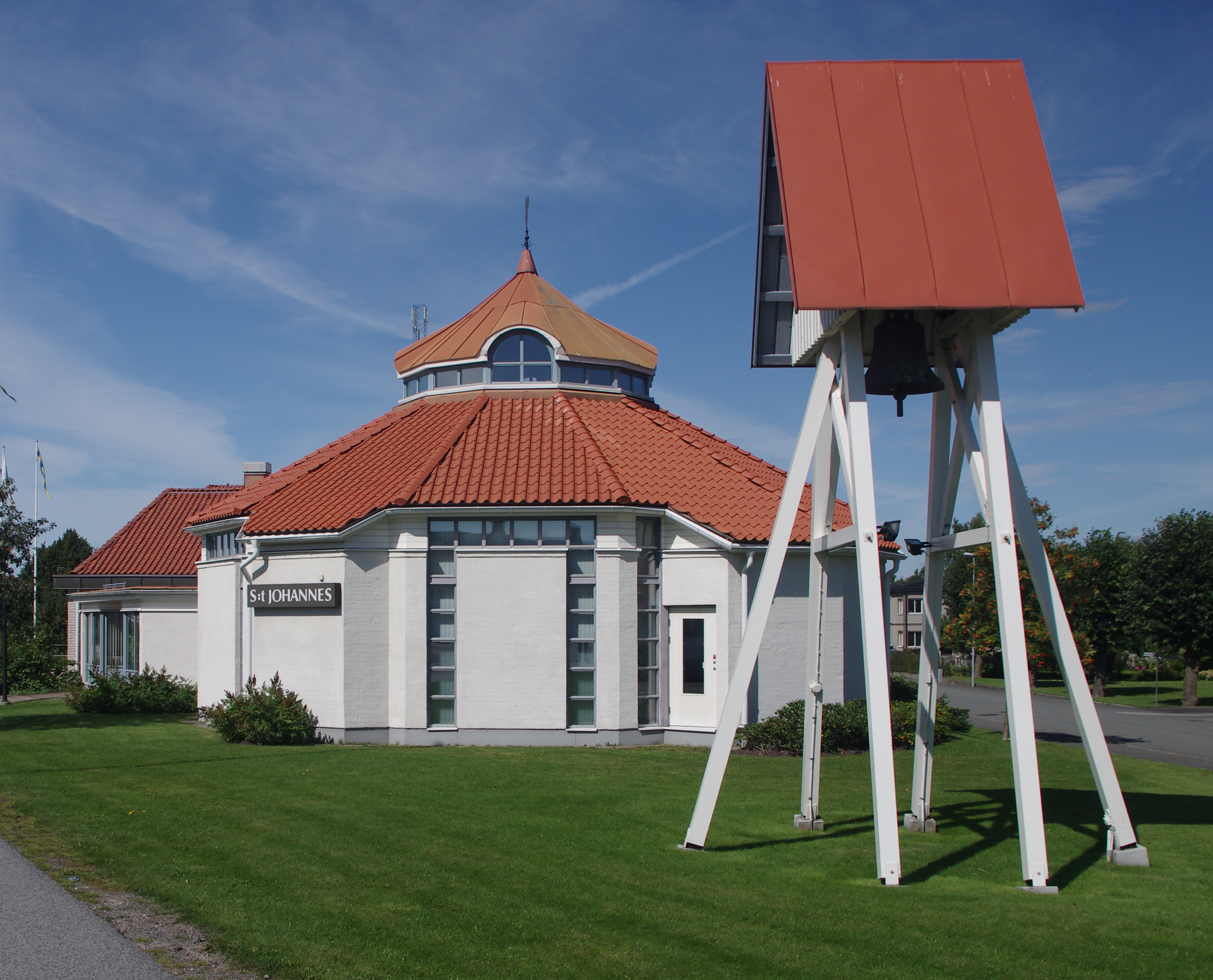
Церква
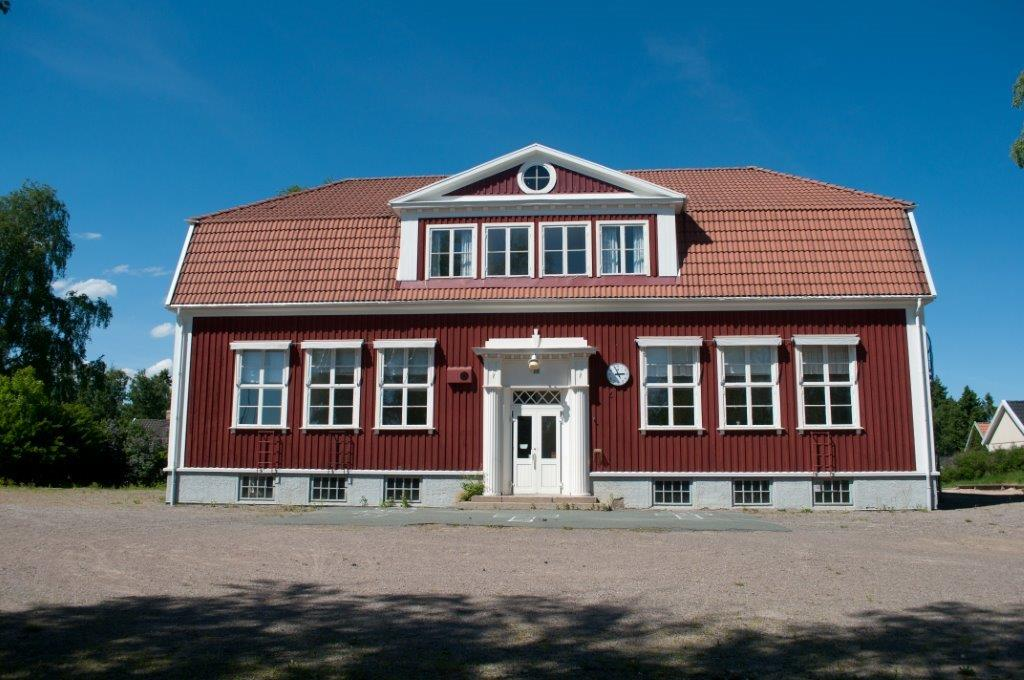
Школа

## Покликання
- Сайт комуни Габу [Архівовано 24 травня 2021 у Wayback Machine.]